# پل-هانری سانداوگو دامبیا
پل-هانری سانداوگو دامبیا (متولد ۲ ژانویه ۱۹۸۱) یک افسر نظامی بورکینافاسو ئی است که رهبری جنبش میهنی برای حفاظت و بازسازی را بر عهده دارد، که در ۲۴ ژانویه ۲۰۲۲ در جریان کودتای بورکینافاسو ۲۰۲۲، رئیس‌جمهور راک مارک کریستین کابوره را سرنگون کرد.

## دوران جوانی و تحصیلات
پل هانری سانداوگو دامبیا در سال ۱۹۸۱ به دنیا آمد. او از مدرسه نظامی (فرانسه) در پاریس فارغ‌التحصیل شد. او دارای مدرک کارشناسی ارشد در جرم‌شناسی از هنرستان ملی هنر و صنایع دستی (CNAM) در پاریس و گواهینامه کارشناس دفاعی در مدیریت، فرماندهی و استراتژی است.

## حرفه نظامی
دامبیا یک سرهنگ دوم و فرمانده سومین منطقه نظامی است که شهرهای اواگادوگو، مانگا، کودوگو و فادانگورما را پوشش می‌دهد. او عضو سابق هنگ امنیت ریاست جمهوری و گارد بلز کمپائوره رئیس‌جمهور سابق بوده‌است.
در ۲۰۱۹، دامبیا در محاکمه توطئه‌گران کودتای ۲۰۱۵ بورکینافاسو، بر اساس گزارش‌های آن زمان که برای مدت کوتاهی یک دولت انتقالی را سرنگون کردند، در رسانه‌های بورکینافاسو شهادت داد.
در ۲۰۲۱، دامیبا کتابی دربارهٔ مبارزه با اسلام‌گرایان، ارتش‌های غرب آفریقا و تروریسم نوشت با عنوان: پاسخ‌های نامشخص؟

## کودتای ۲۰۲۲
در ۲۴ ژانویه ۲۰۲۲، دامبیا در کودتای بورکینافاسو ۲۰۲۲ شرکت کرد. رئیس‌جمهور راک مارک کریستین کابوره توسط ارتش بازداشت و برکنار شد. پس از اعلام این خبر، ارتش اعلام کرد که مجلس، دولت و قانون اساسی منحل شده‌است.